# Kanton Tartas-Ouest
Kanton Tartas-Ouest (francouzsky Canton de Tartas-Ouest) je francouzský kanton v departementu Landes v regionu Akvitánie. Tvoří ho 11 obcí.

## Obce kantonu
- Bégaar
- Beylongue
- Boos
- Carcen-Ponson
- Laluque
- Lesgor
- Pontonx-sur-l'Adour
- Rion-des-Landes
- Saint-Yaguen
- Tartas (západní část)
- Villenave